# Walter J. Kohler
Walter Jodok Kohler, född 3 mars 1875 i Sheboygan, Wisconsin, död 21 april 1940, var en amerikansk republikansk politiker och affärsman. Han var guvernör i delstaten Wisconsin 1929–1931.
Kohlers föräldrar var österrikiska invandrare. Fadern John Michael Kohler grundade företaget Kohler Company. Walter J. Kohler var företagets verkställande direktör 1905-1937. Kohler och familjeföretaget spelade en central roll bakom grundandet av byn Kohler i Sheboygan County år 1912.
Kohler besegrade demokraten Albert G. Schmedeman i guvernörsvalet 1928. Kohler kandiderade till omval men förlorade 1930 i republikanernas primärval mot Philip La Follette. Kohler lyckades sedan bli nominerad av republikanerna i Wisconsin i guvernörsvalet 1932 men den gången förlorade han valet mot Schmedeman.
Sonen Walter J. Kohler Jr. var guvernör i Wisconsin 1951–1957.